# Moravany (district de Pardubice)
Pour les articles homonymes, voir Moravany.
Moravany (en allemand : Morawan) est une commune du district et de la région de Pardubice, en République tchèque. Sa population s'élevait à 1 861 habitants en 2024.

## Géographie
Moravany se trouve à 12 km à l'est-sud-est de Pardubice, à 25 km au sud-sud-est de Hradec Králové et à 108 km à l'est de Prague.
La commune est limitée par Dašice et Dolní Roveň au nord, par Uhersko à l'est, par Chroustovice, Slepotice et Bořice au sud, et par Kostěnice à l'ouest.

## Histoire
La première mention écrite de la localité date de 1244.

## Administration
La commune se compose de six sections :
- Moravany
- Čeradice
- Moravanský
- Platěnice
- Platěnsko
- Turov

## Galerie

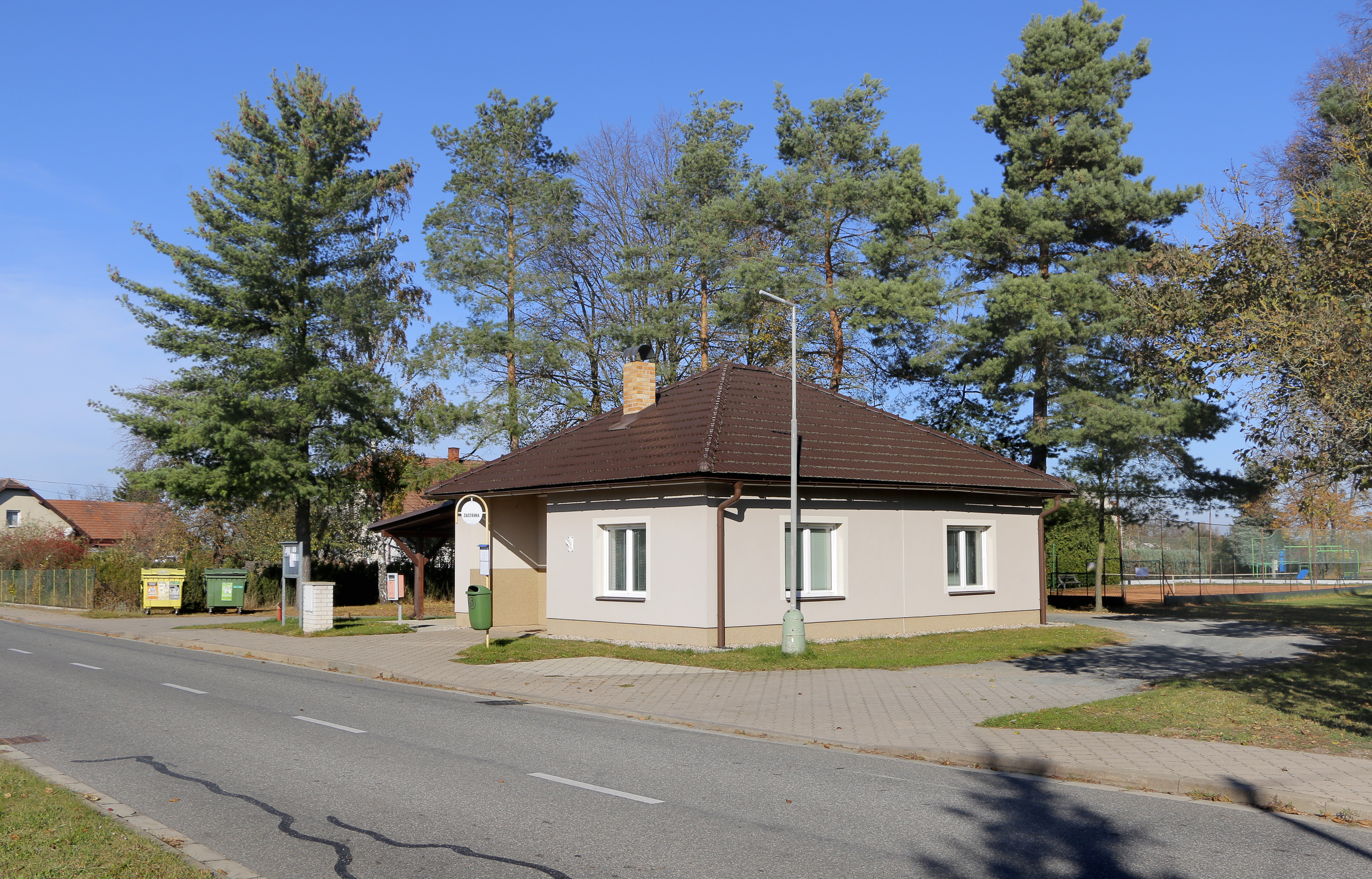
Arrêt de bus à Moravany.
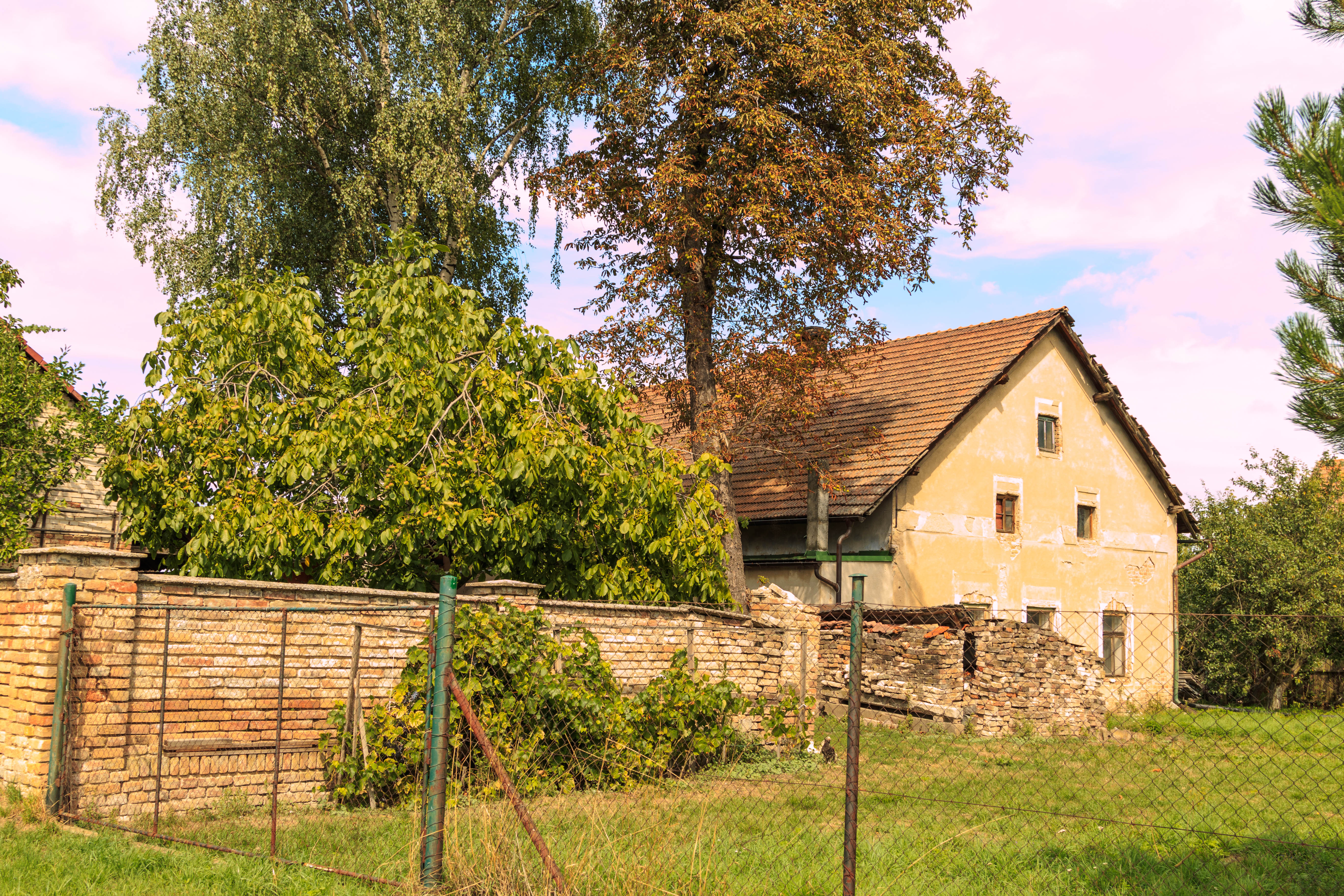
Maison à Platěnsko.

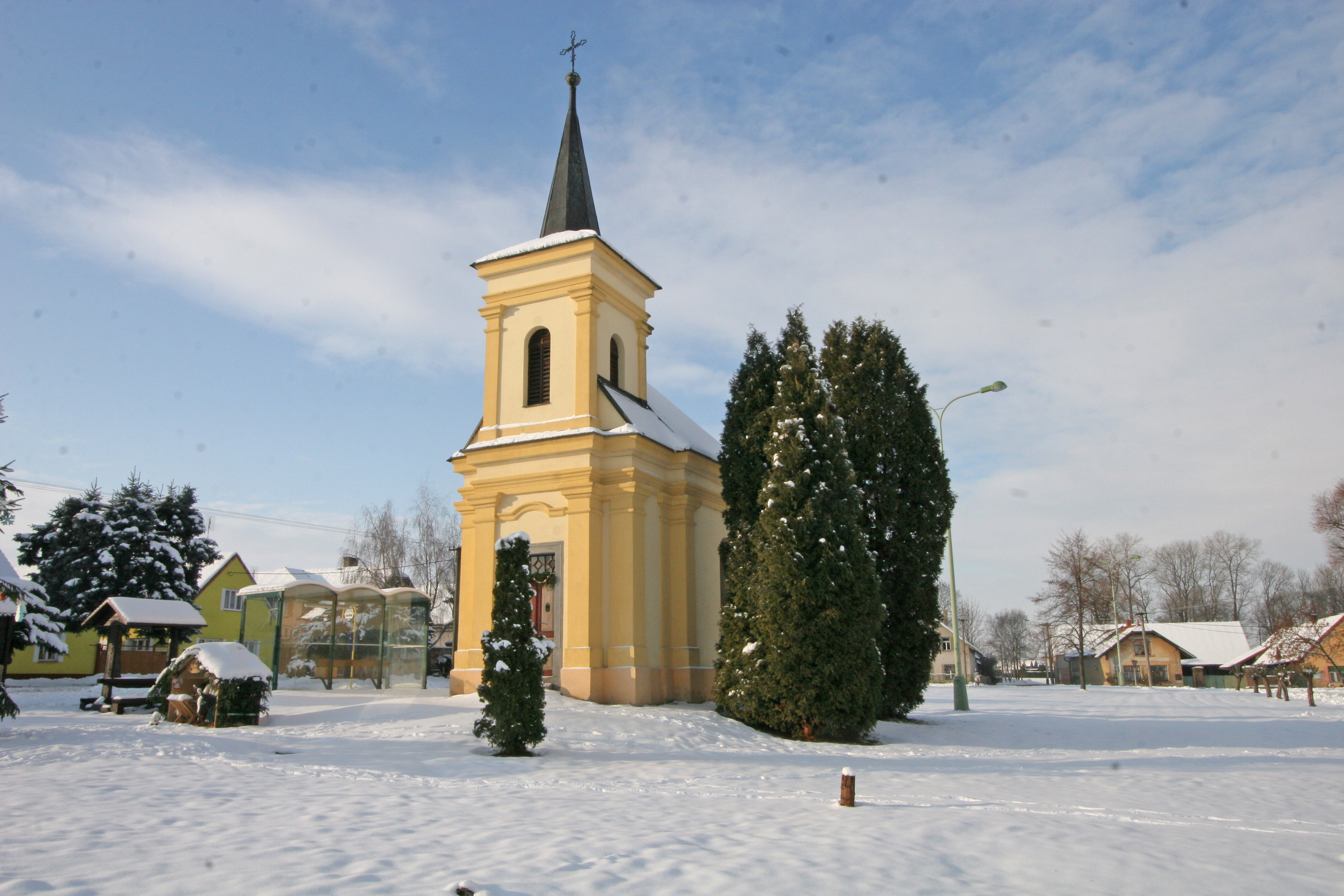
Chapelle à Turov.
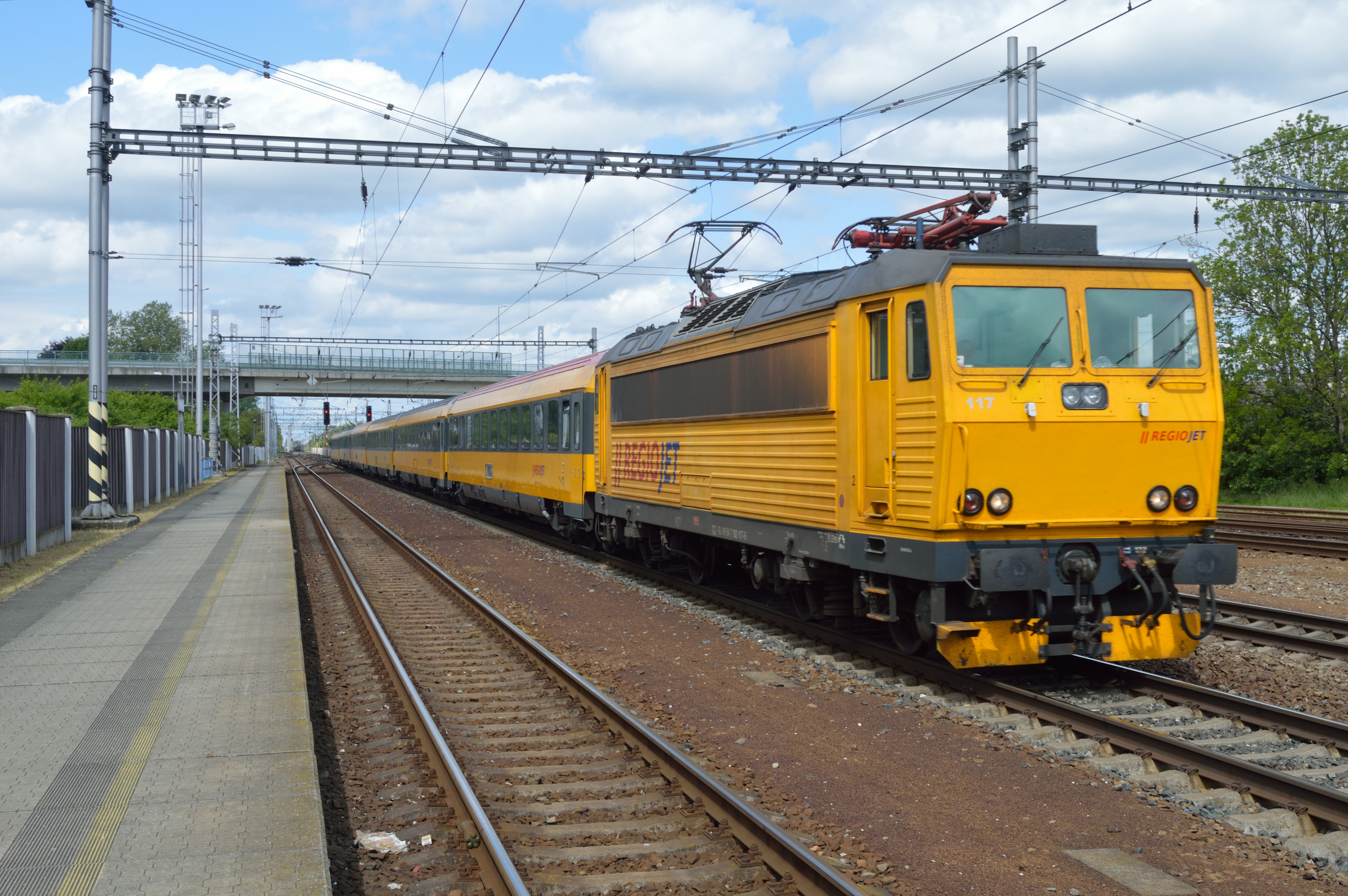
Train dans la gare de Moravany.

## Transports
Par la route, Moravany se trouve à 9 km de Holice, à 13 km de Chrudim, à 16 km de Pardubice et à 133 km de Prague. 